# 马里兰州众议院
马里兰众议院（英語：Maryland House of Delegates）是美国马里兰总议会的下議院，共有141名议员，每届任期4年。现任众议院議長为民主黨籍的愛卓恩·瓊斯。